# Pithyotettix abietinus
Pithyotettix abietinus är en insektsart som beskrevs 1806 av Carl Fredrik Fallén. Arten ingår i släktet Pithyotettix och familjen dvärgstritar. Den har ett stort utbredningsområde i Europa, Skandinavien, västra Medelhavsomådet och Nordafrika. Utöver nominatformen finns också underarten P. a. pinastri. Arten är en växtätare.